# Liliane Bettencourt
Liliane Henriette Charlotte Bettencourt (* 21. Oktober 1922 in Paris als Liliane Henriette Charlotte Schueller; † 21. September 2017 in Neuilly-sur-Seine) war die Hauptanteilseignerin am Kosmetikkonzern L’Oréal. Mit einem Vermögen von 36 Milliarden US-Dollar stand sie 2016 auf Platz 11 der Forbes-Liste der reichsten Personen der Welt und war somit die vermögendste Frau der Welt.

## Leben
Die einzige Tochter von Eugène Schueller, dem Gründer von L’Oréal, heiratete 1950 den französischen Politiker André Bettencourt (1919–2007). Ihre Tochter, Françoise Bettencourt-Meyers, ist mit Jean-Pierre Meyers verheiratet und als Mitglied im Aufsichtsrat von L’Oréal tätig.
Liliane Bettencourt erbte ihr Vermögen 1957 nach dem Tod ihres Vaters. Sie besaß 27,5 % an dem Unternehmen, der Nestlé-Konzern besitzt 26,4 %. Der Rest wird auf dem freien Aktienmarkt gehandelt. Über die Jahre hinweg wurden verschiedene Vereinbarungen getroffen, um diese Besitzverhältnisse konstant zu halten. Bis 2004 geschah dies auf dem Umweg über eine Beteiligungsgesellschaft namens Gesparal.
Die Familie Bettencourt lebt in Neuilly-sur-Seine und gilt als öffentlichkeitsscheu. Teilweise wird dies auf die politische Kontroverse zurückgeführt, die von der politischen Verstrickung ihres Vaters mit der rechtsextremen Gruppierung Cagoule und dem Vichy-Regime in den 1930er- und 1940er-Jahren herrührt.
Im Dezember 2008 wurde bekannt, dass Liliane Bettencourt zwischen 2001 und 2007 knapp eine Milliarde Euro in Form von Gemälden, Immobilien, Schecks und Lebensversicherungen an den französischen Fotografen François-Marie Banier verschenkt hatte. Sie hatte Banier ursprünglich auch zum Erben eingesetzt. Wie im September 2010 bekannt wurde, hatte sie seinen Erbenstatus mittlerweile wieder aufgehoben. Am 1. Dezember 2009 beantragte ihre Tochter, die Mutter unter Vormundschaft zu stellen.
Im Sommer 2010 geriet Bettencourt in die Schlagzeilen, als in den Medien Vorwürfe illegaler Parteispenden an Präsident Nicolas Sarkozy und Arbeitsminister Éric Woerth aufkamen. Dies führte zur Bettencourt-Affäre.
Im Dezember 2010 wurde bekanntgegeben, dass Liliane Bettencourt sich mit ihrer Tochter Françoise Bettencourt-Meyers ausgesöhnt habe. Françoise werde alle von ihr angestrengten gerichtlichen Verfahren zurückziehen, insbesondere die Anzeigen gegen François-Marie Banier. Liliane Bettencourt gewährte dem Schwiegersohn Jean-Pierre Meyers und den Enkeln mehr Macht in der Familienholding, die fast ein Drittel der L’Oréal-Aktien verwaltet. Im Gegenzug wurden ihr Vermögensverwalter Patrice de Maistre und der Künstler Banier aus ihrem Umfeld „entfernt“. Im Sommer 2011 kam es aber erneut zu juristischen Auseinandersetzungen zwischen Liliane Bettencourt und ihrer Tochter Françoise.
Am 17. Oktober 2011 stellte das Vormundschaftsgericht in Courbevoie in Paris Liliane Bettencourt unter die Vormundschaft ihres ältesten Enkels Jean-Victor Meyers. Ihr Vermögen sollte von ihrer Tochter Françoise Bettencourt-Meyers und ihren zwei Enkeln verwaltet werden. Im Juni 2011 hatten Ärzte in einem Gutachten festgestellt, dass Liliane Bettencourt unter Gedächtnis- und Bewusstseinsstörungen leide. Der gerichtliche Beschluss wurde im Januar 2012 von einer weiteren Instanz bestätigt.
Im August 2012 veräußerte Bettencourt die Seychelleninsel D’Arros.
Am 21. September 2017 starb Bettencourt im Alter von 94 Jahren im Pariser Vorort Neuilly-sur-Seine.